# وادي السيجاني (سمائل)
وادي السيجاني منطقة سكنية تقع في ولاية سمائل، التابعة لمحافظة الداخلية في سلطنة عمان.وأغلبية السكان من قبيلة السيابي ال المسيب يقدر عدد سكانها بـ 428 نسمة حسب إحصاء عام 2010 التابع للمركز الوطني للإحصاء والمعلومات الحكومي. رمز المنطقة هو 50720100.

## الوصلات الخارجية
- المركز الوطني للإحصاء والمعلومات، سلطنة عمان